# Michał Urbaniak
Michał Urbaniak (Varsó, 1943. január 22. –) lengyel jazz-zenész; szaxofonos, hegedűs, zeneszerző. Egy csapásra világhírűvé vált, miután közreműködött Miles Davis Tutu című albumán (1986).
Ezt követően olyan zenészekkel játszott együtt, mint Quincy Jones, Billy Cobham, Stéphane Grappelli, Joe Zawinul, Herbie Hancock, Wayne Shorter, Marcus Miller, Jaco Pastorius, Darryl Jones, Toots Thielemans, Ron Carter, Roy Haynes, Lenny White, John Abercrombie, George Benson, Kenny Barron, Kenny Kirkland és Omar Hakim.

## Pályakép
A hetvenes évektől az Amerikai Egyesült Államokban élt. Eleinte honfitársaival zenélt (Czeslaw Bartkowski, Adam Makowicz, Wojciech Karolak, Urszula Dudžiak), később már amerikaiai partnerei voltak (Steve Gadd, Anthony Jackson, John Abercrombie, Marcus Miller, Kenny Kirkland, Mike Stern).
Urbaniak egyre gyakrabban tért haza és sok fiatal lengyel zenésznek biztosított fellépési lehetőséget: megszervezte az „Urbanator Napokat”.

## Diszkográfia
- Urbaniak's Orchestra (1968)
- Paratyphus B (1970)
- Inactin (1971)
- New Violin Summit with Don Harris, Jean-Luc Ponty (1972)
- Super Constellation (and Constellation in Concert) (1973)
- Polish Jazz (1973)
- Atma (1974)
- Fusion (1974)
- Funk Factory (1975)
- Fusion III (EMI, 1975)
- Body English (1976)
- The Beginning (Catalyst, 1976)
- Tribute to Komeda (BASF, 1976)
- Urbaniak (Inner City, 1977)
- Ecstasy (Marlin, 1978)
- Urban Express (EastWest, 1979)
- Daybreak (Pausa, 1980)
- Music for Violin and Jazz Quartet (1980)
- Serenade for the City (1980)
- Folk Songs: Children's Melodies (Antilles, 1981)
- Jam at Sandy's (Jam, 1981)
- My One and Only Love (SteepleChase, 1982)
- The Larry Coryell and Michael Urbaniak Duo (Keynote, 1982)
- Recital with Władysław Sendecki (1983)
- A Quiet Day in Spring (Steeplechase, 1983)
- Take Good Care of My Heart (Steeplechase, 1984)
- New York Five at the Village Vanguard (1989)
- Songs for Poland (Ubx, 1988)
- Milky Way, Some Other Blues, Mardin (1990)
- Cinemode (Rykodisc, 1990)
- Songbird (SteepleChase, 1990)
- Michal Urbaniak (Headfirst, 1991)
- Manhattan Man (Milan, 1992)
- Milky Way (L & R, 1992)
- Burning Circuits, Urban Express, Manhattan Man (1992)
- Urbanator (1993)
- Friday Night at the Village Vanguard (Storyville, 1994)
- Some Other Blues (Steeplechase, 1994)
- Code Blue (1996)
- Urbanator II (1996)
- Live in Holy City (Ubx, 1997)
- Urbaniax (1998)
- Fusion (1999)
- Ask Me Now (SteepleChase, 2000)
- From Poland with Jazz (2002)
- Urbsymphony (Ubx, 2003)
- Decadence (Ubx, 2004)
- Urbanizer (Ubx, 2004)
- Urbanator III (2005)
- Michal Urbaniak's Group (2005)
- I Jazz Love You (Ubx, 2006)
- Sax Love (Ubx, 2006)
- Polish Wind (Minor Music, 2007)
- Miles of Blue (2009)